# Tuva Toftdahl Staver
Tuva Toftdahl Staver (* 31. Mai 1990 in Oslo) ist eine norwegische Skilangläuferin.

## Werdegang
Staver nahm bis 2010 an Juniorenrennen teil. Seit 2010 tritt sie vorwiegend beim Scandinavian Cup an. Dabei holte sie bisher zwei Siege und belegte in der Saison 2012/13 den zweiten Platz in der Gesamtwertung. Bei den Juniorenweltmeisterschaften 2010 in Hinterzarten gewann sie Gold in der Staffel und Bronze im 10-km-Verfolgungsrennen. Ihr erstes Weltcuprennen lief sie im November 2009 in Beitostølen, welches sie mit dem 41. Rang über 10 km Freistil beendete. In ihren ersten Weltcuppunkte holte sie im März 2013 in Lahti mit dem 30. Platz über 10 km klassisch. Im März 2014 erreichte sie in Oslo mit dem 18. Rang im 30-km-Massenstartrennen, ihre bisher beste Platzierung in einem Weltcupeinzelrennen.

## Siege bei Continental-Cup-Rennen
| Nr. | Datum            | Ort    | Disziplin                 | Serie            |
| --- | ---------------- | ------ | ------------------------- | ---------------- |
| 1.  | 27. Februar 2011 | Keuruu | 10 km Freistil Verfolgung | Scandinavian Cup |
| 2.  | 22. Februar 2013 | Inari  | 10 km klassisch           | Scandinavian Cup |